# بانک آربی‌ال
بانک آربی‌ال (انگلیسی: RBL Bank) شرکت خدمات مالی و بانکداری هندی است، که در سال ۱۹۴۳ تأسیس شد.